# Nam Hung Nô
Nam Hung Nô (南匈奴, 48-216) là chính quyền do quý tộc Hung Nô là Nhật Trục Vương Bỉ lập nên. Năm 48, Hung Nô phân thành hai bộ phận là Nam và Bắc, Nam Hung Nô lập Nhật Trục Vương Bỉ làm thiền vu, dựng nên triều đình tại Bao Đầu, Nội Mông ngày nay, xưng thần với Đông Hán, được Hán Quang Vũ Đế cho an trí tại khu vực Hà Sáo. Năm sau, di dời triều đình đến huyện Mỹ Tắc (nay là tây bắc kì Jung Gar tại Nội Mông), tức "Nam đình".
Khu vực thống trị của Nam Hung Nô bao gồm các vùng nay là Khánh Dương thuộc Cam Túc, Ninh Hạ, Sơn Tây, Thiểm Tây, phía bắc Hà Bắc, khu vực từ Hohhot đến Bao Đầu tại Nội Mông. Vào cuối thời Đông Hán, thế lực gia tăng, thành phần bộ tộc phức tạp, khó khăn để quản lý kiểm soát, nhiều lần xâm nhập biên giới Đông Hán giết hại quan lại, cùng với đó là Tiên Ti nhiều lần liên binh thâm nhập cướp bóc, một số Nam Thiền vu bị thuộc hạ sát hại.
Năm 216, Tào Tháo bắt giữ Thiền vu cuối cùng của Nam Hung Nô là Hô Trù Tuyền thiền vu, phái Hữu Hiền Vương là pháp ti giám quốc, Nam Hung Nô phân thành 5 bộ là tả, hữu, nam bắc, trung, an trí tại dải đất Thiểm Tây, Sơn Tây, Hà Bắc. Tả bộ soái là Lưu Bảo cũng con trai Lưu Uyên là những người sáng lập nên Hán Triệu thời Thập lục quốc.

## Thiền vu Nam Hung Nô
| Tên tước vị                               | Trị vì  | Ghi chú                                                                                              |
| ----------------------------------------- | ------- | --- |
| Hải Lạc Thi Trục Đê (醢落尸逐鞮南)        | 48-56   | Con Ô Châu Lưu, tên Bỉ.                                                                              |
| Khâu Phù Vưu Đê (丘浮尤鞮)                | 56-57   | Em Hải Lạc Thi, tên Mạc.                                                                             |
| Y Phạt Vu Lự Đê (伊伐於慮鞮)              | 57-59   | Em Khâu Phù Vưu, tên Hán.                                                                            |
| Hải Đồng Thi Trục Hầu Đê (醢童尸逐侯鞮)   | 59-63   | Con Hải Lạc Thi, tên Thích.                                                                          |
| Khâu Trừ Xa Lâm Đê (丘除車林鞮)           | 63      | Con Khâu Phù Vưu, tên Tô.                                                                            |
| Hồ Tà Thi Trục Hầu Đê (湖斜尸逐侯鞮)      | 63-85   | Em Hải Đồng Thi, tên Trường.                                                                         |
| Y Đồ Vu Lư Đê (伊屠於閭鞮)                | 85-88   | Con Y Phạt Vu, tên Tuyên.                                                                            |
| Hưu Lan Thi Trục Hầu Đê (休蘭尸逐侯鞮)    | 88-93   | Em Hồ Tà Thi, tên Truân Đồ Hà.                                                                       |
| An Quốc (安國)                            | 93-94   | Em Y Đồ Vu                                                                                           |
| Đình Độc Thi Trục Hầu Đê (亭獨尸逐侯鞮)   | 94-98   | Con Hải Đồng Thi, Sư Tử.                                                                             |
| Vạn Thị Thi Trục Hầu Đê (萬氏尸逐侯鞮)    | 98-124  | Con Hồ Tà Thi, tên Đàn.                                                                              |
| Ô Kê Hầu Thi Trục Đê (烏稽侯尸逐鞮)       | 124-128 | Em Vạn Thị Thi, tên Bạt.                                                                             |
| Khứ Đặc Nhược Thi Trục Tựu (去特若尸逐就) | 128-140 | Em Ô Kê Hầu, tên Hưu Lợi.                                                                            |
| Không có                                  | 140-143 | Hưu Lợi tự sát.                                                                                      |
| Hô Lan Nhược Thi Trục Tựu (呼蘭若尸逐就)  | 143-147 | |
| Y Lăng Thi Trục Tựu (伊陵尸逐就)          | 147-172 | Tên là Cư Xa Nhi.                                                                                    |
| Đồ Đặc Nhược Thi Trục Tựu (屠特若尸逐就)  | 172-178 | Con Y Lăng Thi.                                                                                      |
| Hô Chinh (呼征)                           | 178-179 | Con Đồ Đặc Nhược.                                                                                    |
| Khương Cừ (羌渠)                          | 179-189 | Hữu hiền vương.                                                                                      |
| Trì Chí Thi Trục Tựu (持至尸逐就)         | 189-195 | Con Khương Cừ, tên Vu Phù La.                                                                        |
| Tu Bặc Cốt Đô Hầu (須卜骨都侯)            | 189     | Người trong bộ tộc ủng hộ, lập làm thiền vu. Sau khi Tu Bặc chết, các trưởng lão điều hành chính sự. |